# Ґюнтер Зайдель
Ґюнтер Зайдель (англ. Guenter Seidel, 23 вересня 1960) — американський вершник. Він народився у Баварії, Німеччина, але представляє Сполучені Штати після переїзду до країни в 1985 році.
Бронзовий призер Олімпійських Ігор 1996 (командна виїздка), 2000 (командна виїздка), 2004 (командна виїздка) років.
Срібний призер Панамериканських ігор 1995 року в командній виїздці.
Срібний призер Всесвітніх ігор з кінного спорту 2002 року в командній виїздці.
Бронзовий призер Всесвітніх ігор з кінного спорту 2006 року в командній виїздці.

## Особисте життя
Ґюнтер Зайдель є відкритим геєм